# 女人的覺醒
《女人的覺醒》，為泰國One 31與LINE TV於2018年3月17日起播出的浪漫喜劇，改編自Toot醫生的小說《Wake Up Ladies》，由Pompam、Jakjaan、Apit、Ae及Namtan主演。
此劇由GMMTV與製作公司Parbdee Taweesuk合作拍攝，在2018年2月GMMTV的「Series X」活動上公開先導預告片。其後，此劇於2018年3月在One 31電視台及LINE TV首播，同年6月終映。

## 劇情簡介
神經科醫生Nat不但治療患者的身體疾病，而且還會治療他們的個人問題。他繼續對具有不同背景和性格，但有共通點的女性進行案例研究，發現她們每個人都非常需要浪漫。在經歷狂野的一夜後，四個女人都不自覺地向Nat醫生透露出過往戀愛失敗的經歷，之後她們還押注誰可以先結婚。而且，Nat醫生正在交友程式上遇到一個列為完美匹配的對象，他可能因此成為自己的下一個案例。

## 演員陣容
註：括號內的演員姓名為小名。

### 主要人物
- 尼替·柴契塔通（英语：Niti Chaichitathorn）（Pompam）飾演 Nat
- Akhamsiri Suwanasuk（Jakjaan）飾演 Jane
- 佩蘇達·坑孔加（Ice）飾演 Kluay
- 瑪妮拉·坎姆雯（Ae）飾演 Oey
- 提娜麗·維拉瓦諾丹（Namtan）飾演 Tata

### 其他人物
- 努塔吾·詹瑪納（Max）飾演 Toon
- Joey Boy（英语：Joey Boy） 飾演 A
- 彭沙通·中威拉（Phuak）飾演 Lor
- 塔納·羅坤宋巴（Lee）飾演 Saifah
- 卡納潘·佩澤坤（First）飾演 Ryu
- 本傑明·約瑟·沃爾尼 飾演 Boy
- 陂帕同·颂通亚纳奇（Two）飾演 Joe
- 納塔吾·彭皮里亞（Alex）飾演 Aoey的爸爸
- Preya Wongrabeb（Mam）飾演 Tata的媽媽
- 通普·斯里皮帕特（Big）飾演 Ton

### 特別出演
- 普洛伊湘普·素帕莎（Jan）飾演 New
- 吉拉迪·塔瓦翁（Mek）飾演 Pat
- 尤塔沙达·帕尼查功（Utt）飾演 Boss

## 外部連結
- GMMTV官方網站 （页面存档备份，存于）（泰文）
- MyDramaList 劇集介紹及劇評 （页面存档备份，存于）（英文）
- 豆瓣劇集介紹 （页面存档备份，存于）（中文）